# Zeitschrift für Rechtssoziologie
Die Zeitschrift für Rechtssoziologie – The German Journal of Law and Society (ZfRSoz) ist eine  sozial- und rechtswissenschaftliche Fachzeitschrift für Rechtssoziologie in Deutschland, Österreich und der deutschsprachigen Schweiz. Die Zeitschrift druckt Artikel in deutscher und englischer Sprache, die zuvor ein beidseitig verdecktes Peer-Review durchlaufen. Außerdem erscheinen Buchbesprechungen in der ZfRSoz. Die Zeitschrift begreift sich als Plattform für die wissenschaftliche Auseinandersetzung mit Recht im sozialen Kontext bzw. der Beziehung von Recht und Gesellschaft. Die Begriffe „Gesellschaft“ und „Rechtssoziologie“ werden dabei weit verstanden: Die Zeitschrift publiziert Beiträge jeglicher fachlichen Orientierung, solange die Beziehung von Recht und Gesellschaft als tragendes Element erkennbar ist.

## Geschichte
Die Entstehung der Zeitschrift für Rechtssoziologie im Jahr 1980 geht zurück auf Aktivitäten der 1972 gegründeten „Sektion Rechtssoziologie in der Deutschen Gesellschaft für Soziologie“ und daneben auch der ab 1975 bestehenden „Vereinigung für Rechtssoziologie“. Ihr Vorgängerorgan war der bei noch keinem Verlag angesiedelte „Informationsbrief für Rechtssoziologie“, verantwortet von Wolfgang Kaupen. Zu den Gründungsherausgebern der Zeitschrift zählen u. a. Erhard Blankenburg, Rüdiger Lautmann, Niklas Luhmann und Klaus F. Röhl.
Die Zeitschrift erscheint zweimal jährlich im Verlag De Gruyter und wird in den Sociological Abstracts sowie in SOLIS (Sozialwissenschaftliches Literaturinformationssystem) erfasst. Die Zeitschrift wird aktuell (2021) von Alfons Bora, Christian Boulanger, Michelle Cottier, Walter Fuchs, Pierre Guibentif, Vagias Karavas, Andrea Kretschmann, Stefan Machura und Doris Schweitzer herausgegeben.